# Marolambo
Marolambo är en ort i Madagaskar.   Den ligger i regionen Atsinananaregionen, i den centrala delen av landet, 140 km söder om huvudstaden Antananarivo. Marolambo ligger 424 meter över havet och antalet invånare är 26 160.
Terrängen runt Marolambo är kuperad åt sydost, men åt nordväst är den platt. Marolambo ligger nere i en dal. Runt Marolambo är det ganska tätbefolkat, med 56 invånare per kvadratkilometer. Det finns inga andra samhällen i närheten. I omgivningarna runt Marolambo växer i huvudsak städsegrön lövskog.